# Alvilde Ossum
Alvilde Maria Ossum (født 9. maj 1982 i Norge) er en norsk atlet boende i Danmark. 
Alvilde Ossum er i Danmark medlem af Sparta Atletik og i Norge for Sportsklubben Vidar, men begyndte i Ringerike friidrettsklubb. Hun har vundet både det danske og det norske mesterskab på 800 meter. Reglerne er sådan, at hvis en udlænding har haft bopæl i Danmark i mere end et halvt år, så kan man godt blive dansk mester, og det har hun. Internationalt løber hun for Norge. 
Alvilde Ossum er medicinstuderende på Københavns Universitet.[kilde mangler]

## Danske mesterskaber
- Guld 2010 800 meter 2,11,88
- Sølv 2005 800 meter inde 2,09,28
- Bronze 2005 1500 meter inde 4,33,09
- Sølv 2004 800 meter inde 2,09,78
- Bronze 2004 1500 meter inde 4,40,38

## Norske mesterskaber
- Guld 2004 800 meter

## Personlige rekorder
- 400 meter:  57,03
- 800 meter:  2,06,41
- 1500 meter: 4,28,31